# 四荣乡
四荣乡，是中华人民共和国广西壮族自治区柳州市融水苗族自治县下辖的一个乡镇级行政单位。

## 行政区划
四荣乡下辖以下地区：
保合村、四合村、三江村、永靖村、永安村、江潭村、东田村、荣地村、荣塘村和九溪村。

## 中国传统村落
2012年，东田村、荣地村被评为首批“中国传统村落”。